# Horia (Neamț)
Horia è un comune della Romania di 7 148 abitanti, ubicato nel distretto di Neamț, nella regione storica della Moldavia. 
Il comune è formato dall'unione di 2 villaggi: Cotu Vameș e Horia.